# Крейзер, Яков Григорьевич
Я́ков Григо́рьевич Кре́йзер (22 октября (4 ноября) 1905, Воронеж — 29 ноября 1969, Москва) — советский военачальник, генерал армии (1962), Герой Советского Союза (1941). Член ЦРК КПСС (1961—1966).

## Биография
Родился 22 октября (4 ноября) 1905 года в Воронеже в еврейской семье. Его дед смог поселиться в Воронежской губернии за пределами черты оседлости по льготе для вышедших отставку солдат-рекрутов. Отец Якова Гирш Крейзер был мелким торговцем.
Согласно ряду публикаций Яков учился в одной из воронежских гимназий. Однако историк Александр Энгельс считает эту версию маловероятной, поскольку евреев в то время в гимназии не принимали. Скорее всего Яков закончил реальное училище. После этого Яков поступил на курсы рабочих по строительно-дорожному делу. По окончании курсов недолго работал десятником-стажёром в Комитете государственных сооружений.
В Красной Армии с февраля 1921 года. В 1922 году добровольцем поступил в 22-ю пехотную школу. Будучи курсантом пехотной школы, участвовал в боях с крестьянскими повстанческими отрядами И. С. Колесникова в Воронежской губернии.
По окончании пехотной школы в январе 1923 года Я. Г. Крейзер был назначен в 144-й стрелковый полк. Сначала командиром отделения, затем взвода, а потом и командиром роты. В январе 1924 года был назначен начальником караульной команды по охране Павловского Центрального артиллерийского склада.
В ноябре 1925 года переведён командиром взвода в Павлово-Посадскую местную отдельную стрелковую роту. В этой должности он вступил в члены ВКП(б).
В ноябре 1927 года был переведён командиром взвода в 18-ю отдельную стрелковую роту. В январе 1928 года был переведён командиром взвода в 3-й стрелковый полк 1-й Московской Пролетарской стрелковой дивизии. В феврале 1929 года был назначен командиром роты. С 1930 года дивизия была переведена на кадровую основу, полностью укомплектована личным составом по нормам военного времени и занималась интенсивной боевой подготовкой. Она участвовала во множестве экспериментальных учений, одной из первых осваивала новую по тем временам военную технику, главным образом на полигоне в Алабино.
В 1931 году Я. Г. Крейзер окончил Стрелково-тактические курсы усовершенствования командирского состава РККА «Выстрел» имени Комминтерна, был назначен сначала командиром учебного батальона, а затем командиром полковой школы.
Летом 1936 года в Алабинских лагерях в присутствии двух маршалов — заместителя народного комиссара обороны М. Н. Тухачевского и начальника Генерального штаба А. И. Егорова — участвовал в батальонном тактическом учении, выстроенном по личному замыслу Тухачевского. В нём командовал батальоном в наступательном учебном бою. Его действия были признаны образцовыми. На материале этого учения в июле и августе 1936 года М. Н. Тухачевский опубликовал в «Красной звезде» две статьи под общим заголовком «Батальон в наступлении (задача первая и задача вторая)», в которых высказал ряд новых требований к ведению глубокого боя. По мнению Тухачевского, майор Крейзер показал себя пытливым, мыслящим, перспективным командиром.
16 августа 1936 года в газетах было опубликовано Постановление ЦИК СССР о награждении орденами ряда отличников боевой и политической подготовки РККА. Командир учебного батальона майор Крейзер Я. Г. этим постановлением был удостоен ордена Ленина.
В июле 1937 года Я. Г. Крейзер назначен помощником командира 1-го стрелкового полка этой же дивизии. В апреле 1938 года Я. Г. Крейзер назначен временно исполняющим должность командира 356-го стрелкового полка 1-й Московской стрелковой дивизии.
С января по август 1939 года Я. Г. Крейзер служит командиром 84-й Тульской стрелковой дивизии Московского военного округа. С августа 1939 по март 1941 года — командир 172-й стрелковой дивизии Белорусского военного округа, затем на учёбе. В мае 1941 года окончил Курсы усовершенствования высшего начальствующего состава при Военной академии РККА имени М. В. Фрунзе и назначен на должность командира 1-й Московской Пролетарской дивизии.
20 июня 1941 года 1-я Московская Пролетарская дивизия провела в Алабинских лагерях очередное тактическое учение. Подведение его итогов было назначено на вторник. Но в понедельник вечером полкам пришлось спешно возвращаться в столицу: началась война.
После начала войны дивизия была переименована в 1-ю Московскую мотострелковую дивизию и передана в состав войск 20-й армии Западного фронта.

## Боевой путь

### Оборона на линии Борисов — Орша
В начале июля 1941 года в районе города Борисова 1-я мотострелковая дивизия методом подвижной обороны более десяти дней сдерживала продвижение 18-й танковой дивизии вермахта вдоль автострады Минск — Москва. За это время войска второго стратегического эшелона РККА успели занять оборону по Днепру.
11 июля пришёл приказ вывести 1-ю мотострелковую дивизию из боя, однако уже на следующий день дивизию направили на ликвидацию немецкого плацдарма, захваченного на Днепре. 12 июля Крейзер был ранен и эвакуирован.
В своей книге «Воспоминания и размышления» Г. К. Жуков так пишет о полковнике Крейзере Якове Григорьевиче: «На реке Березина наши войска особенно упорно дрались в районе города Борисова, где сражалось Борисовское танковое училище, руководимое дивизионным комиссаром И. З. Сусайковым. К этому времени туда подошла 1-я Московская мотострелковая дивизия под командованием генерал-майора Я. Г. Крейзера. Московская дивизия была укомплектована по штатам военного времени, хорошо подготовлена и имела на вооружении танки Т-34. Генералу Я. Г. Крейзеру, подчинившему себе Борисовское танковое училище, удалось задержать усиленную 18-ю танковую дивизию противника более чем на двое суток. Это тогда имело важное значение. В этих сражениях генерал Я. Г. Крейзер блестяще показал себя».
Командовавший в то время немецкой 2-й танковой группой генерал Гудериан в своих воспоминаниях так отзывается об этом бое: «18-я танковая дивизия получила достаточно полное представление о силе русских, ибо они впервые применили свои танки Т-34, против которых наши пушки в то время были слишком слабы».
Дивизия Крейзера на двое суток задержала немецкий танковый корпус, уничтожила десятки танков и бронетранспортёров, сбила двенадцать самолётов, истребила свыше тысячи гитлеровцев. А потом ещё двенадцать дней не давала возможности немецкому танковому корпусу развить стремительное наступление вдоль автострады Минск — Москва. За это время советские войска успели подтянуться и занять оборону по Днепру.
Указом Президиума Верховного Совета СССР от 22 июля 1941 года за «образцовое выполнение боевых заданий командования на фронте борьбы с германским фашизмом и проявленные при этом отвагу и геройство» Я. Г. Крейзеру было присвоено звание Героя Советского Союза.
С 12 по 14 июля 1941 года 1-я Московская пролетарская стрелковая дивизия вела бои с противником в районе Орши, к 14.07.1941 оказалась полностью в окружении. В боях под городом Орша Я. Г. Крейзер обеспечил ведение успешных боевых действий на главном направлении армии. 25—30 июля 1941 года дивизия прикрывала отход 61-го стрелкового корпуса и продолжала попытки выйти из окружения, к 30.07.1941 г. практически полностью уничтожена в районе Могилёва и Смоленска. Сам Крейзер Я. Г. был ранен и отправлен в Москву.

### Дальнейшее участие в войне
7 августа 1941 года полковнику Крейзеру Я. Г. присвоено звание генерал-майора и уже 25 августа 1941 года он назначен командующим 3-й армией Брянского фронта (затем передана в состав Юго-Западного фронта), во главе которой участвовал в Смоленском сражении и в Московской оборонительной операции. В начале битвы за Москву войска 3-й армии (почти 100 000 человек) оказались в Брянском котле и по приказу Ставки ВГК с 7 октября прорывались к своим, отвлекая на себя большие силы (до двух дивизий) 2-й немецкой танковой группы генерала Гудериана, с 23 по 28 октября из окружения прорвались около 10 000 человек. Войска сразу занимали линию обороны, пополняясь и восстанавливаясь непосредственно в ходе боёв (резервов у советского командования для восстановления этого участка фронта не было).
В начале контрнаступления советских войск под Москвой, с 3 декабря 1941 года, практически разгромленная месяц назад армия генерала Крейзера участвовала в Елецкой наступательной операции. 13 декабря 1941 года был отозван на учёбу в Москву, а в феврале 1942 года уже окончил ускоренный курс Высшей военной академии имени К. Е. Ворошилова.
После окончания академии был назначен заместителем командующего 57-й армией Южного фронта, в мае 1942 года с армией попал в Харьковский котёл и после гибели командарма К. П. Подласа сумел вывести из окружения часть бойцов армии. С сентября 1942 года назначен командующим 1-й резервной армией, которая в октябре была переименована во 2-ю гвардейскую армию. До ноября генерал Крейзер командовал этой армией, а когда перед отправкой на фронт армию принял новый командующий Р. Я. Малиновский, Крейзер был оставлен его заместителем. Вскоре был второй раз ранен в боях южнее Сталинграда. После излечения в феврале 1943 года — командующий 2-й гвардейской армией Южного фронта. (По мнению автора книги «Генерал Крейзер: Историко-биографическое исследование» второе ранение было получено ранее, в апреле 1942 г. в период наступательных боёв 57-й армии на Харьковском направлении. В период Сталинградской битвы генерал Крейзер не выбывал из строя, что подтверждается текстом наградного листа ордена Суворова 2 ст., где описано участие Якова Григорьевича в боях 2-й гвардейской армии под Сталинградом с декабря 1942 г. по начало февраля 1943 г. Наградной лист подписан 9 февраля 1943 г. Р. Я. Малиновским и Н. С. Хрущёвым).
Во главе армии участвовал в Миусской фронтовой наступательной операции 17 июля — 2 августа 1943 года, в которой войска Южного фронта под командованием генерал-полковника Ф. И. Толбухина имели задачу сковать, а при благоприятных условиях во взаимодействии с войсками Юго-Западного фронта разгромить донбасскую группировку гитлеровцев, не допустив переброску её сил в район Курского выступа, где шли решающие сражения Курской битвы. На первом этапе наступления советским войскам предстояло форсировать реку Миуса и прорвать долговременную глубоко эшелонированную оборону противника, состоявшую из нескольких рубежей (Миус-фронт). Первая полоса обороны располагалась на глубину до 21 километра, общая глубина обороны составляла 40—50 километров. Сражение с первых часов приняло тяжёлый характер. К вечеру первого дня наступления был захвачен плацдарм, немцы выбиты из ряда передовых рубежей и для развития успеха Толбухин ввёл в бой свой фронтовой резерв — 2-ю гвардейскую армию генерала Я. Г. Крейзера. Однако развить успех не удалось, в том числе и потому, что немецкое командование сразу ввело в бой большие силы авиации, которая эшелонами бомбила наступающие войска и подходящие к месту сражения резервы и переправляющиеся на плацдарм части армии Крейзера. Её войска понесли большие потери ещё до вступления в бой, что сказалось на дальнейших действиях армии — переломить ход сражения в пользу советской стороны командованию Южного фронта не удалось. В ответ немцы тоже вводили в бой свои резервы, а 30 июля 1943 года противник нанёс сильный контрудар, потеснив части 5-й ударной армии, 28-й армии и 2-й гвардейской армии. Вечером этого дня Я. Г. Крейзер был отстранён от командования армией. Через три дня, 2 августа 1943 года, операция была прекращена, советские войска выведены с Миусского плацдарма.
2 августа 1943 года генерал-лейтенант Крейзер был назначен командующим 51-й армией в составе Южного фронта (с 20 октября 1943 года — 4-й Украинский фронт), во главе которой провоевал до конца войны. 51-я армия отличилась при освобождении Донбасса и Крыма, после завершения освобождения которого армию перебросили на северный участок советско-германского фронта, где она сражалась на 1-м и 2-м Прибалтийских фронтах. 51-я армия под его командованием участвовала в Донбасской, Мелитопольской, Крымской, Шяуляйской, Рижской, Мемельской, Курляндской наступательных операциях. Участвовал в боях за освобождение Донбасса, при прорыве противника на Перекопском перешейке, за овладение городами Новочеркасск, Мелитополь, Симферополь, Севастополь, Шяуляй, Елгава.
В годы войны генерал Крейзер был членом президиума Еврейского антифашистского комитета.

## После войны
В июле 1945 года Я. Г. Крейзеру присвоено звание генерал-полковника. С июля 1945 года назначен командующим 45-й армией Тбилисского и Закавказского военных округов. С апреля 1946 года — командующий 7-й гвардейской армией Закавказского военного округа. В апреле 1948 года поступил, а в апреле 1949 года окончил Высшие академические курсы при Высшей военной академии имени К. Е. Ворошилова. В апреле 1949 года назначен командующим 38-й армией Прикарпатского военного округа.
В 1953 году, во время «дела врачей», будучи вызванным в ЦК КПСС, Я. Г. Крейзер наотрез отказался подписать так называемое «Письмо представителей еврейской общественности», требующее смертной казни для арестованных врачей-евреев.
Командовал войсками Южно-Уральского (июнь 1955 — январь 1958), Забайкальского (январь 1958 — июнь 1960), Уральского (июнь 1960 — июль 1961) и Дальневосточного (июль 1961 — ноябрь 1963) военных округов.
В июле 1962 года Я. Г. Крейзеру присвоено звание генерала армии. В ноябре 1963 — мае 1969 годов — начальник Высших офицерских курсов «Выстрел». С июля 1969 года в Группе генеральных инспекторов Министерства обороны СССР.
Депутат Совета Национальностей Верховного Совета СССР с 1962 по 1966 год (от Дальневосточного избирательного округа № 6). Член Центральной ревизионной комиссии КПСС с 1961 по 1966 год.
Жил в Москве в «Генеральском доме» (Ленинградский проспект, 75). Скончался 29 ноября 1969 года. Похоронен в Москве на Новодевичьем кладбище.

## Воинские звания
- Майор (24.12.1935)
- Полковник (29.11.1938)
- Генерал-майор (7.08.1941)
- Генерал-лейтенант (14.02.1943)
- Генерал-полковник (2.07.1945)
- Генерал армии (27.04.1962)

## Награды и звания
- Герой Советского Союза (22 июля 1941) — за образцовое выполнение боевых заданий Командования на фронте борьбы с германским фашизмом и проявленные при этом отвагу и геройство
- 5 орденов Ленина (16 августа 1936, 22 июля 1941, 6 апреля 1945, 3 ноября 1955, 4 ноября 1965)
- 4 ордена Красного Знамени (3 ноября 1944, 9 декабря 1944, 20 июня 1951, 22 февраля 1968)
- Орден Суворова I степени (16 мая 1944)
- Орден Кутузова I степени (17 сентября 1943)
- Орден Богдана Хмельницкого I степени (19 марта 1944)
- Орден Суворова II степени (14 февраля 1943)
- Ряд медалей СССР
- Медаль «20 лет Болгарской народной армии» (Болгария, 22 августа 1964)[18]
- Почётный гражданин Мелитополя

## В воспоминаниях современников
…Крейзер с первых дней войны находился в боях, командуя различными общевойсковыми объединениями. 51-ю армию, которая передавалась нам из резерва Ставки, Крейзер возглавлял уже почти год и заслуженно считался одним из самых опытных и проверенных в боях командармов. Мне он очень нравился своей настойчивостью в достижении цели, оптимизмом и умением быстро ориентироваться в сложной обстановке.— Герой Советского Союза Маршал Советского Союза Баграмян И. Х. Так шли мы к победе. — М.: Воениздат, 1977. — С. 345.

## Мемуары
- Я. Г. Крейзер. В боях между Березиной и Днепром // Военно-исторический журнал. — 1966. — № 6. — С. 58—65.
- Я. Г. Крейзер. Сиваш — Севастополь // Военный вестник. — 1966. — № 7. — С. 12—17.

## Память
- Бюст Я. Г. Крейзера установлен в Воронеже (2016).
- Именем генерала Крейзера названы улицы в Тамбове, Воронеже, Севастополе, Симферополе, Борисов Минской области Белоруссии (2023)[19].
- Мемориальная доска установлена в городе Новомосковск.
- С 2021 его имя носит улица в Ашдоде и «Площадь Победы памяти генерала Якова Крейзера» в Лоде (обе в Израиле). С того же года в Израиле проходит неделя памяти Крейзера[20].

## Отражение в кинематографе
В фильме И. А. Савченко «Третий удар» (1948) в роли генерала Я. Крейзера снялся И. Переверзев.